# Pie figlie della Sacra Famiglia
Le Pie Figlie della Sacra Famiglia sono un istituto religioso femminile di diritto pontificio.

## Storia
La congregazione fu fondata nel 1898 a Mese, in Val Chiavenna, dal parroco del luogo, Primo Lucchinetti, con il permesso del vescovo di Como, Teodoro Valfré.
Apparteneva all'istituto suor Tomasina Pozzi, detta "la stimmatizzata di Mese".
L'istituto ricevette il pontificio pro-decreto di lode l'8 gennaio 1955.

## Attività e diffusione
Le suore si dedicano alla cura dell'infanzia, di anziani e disabili e all'aiuto ai sacerdoti nelle opere parrocchiali.
La sede generalizia è a Mese, in diocesi di Como.
Alla fine del 2015 l'istituto contava 18 religiose in una sola casa.